# Buchar

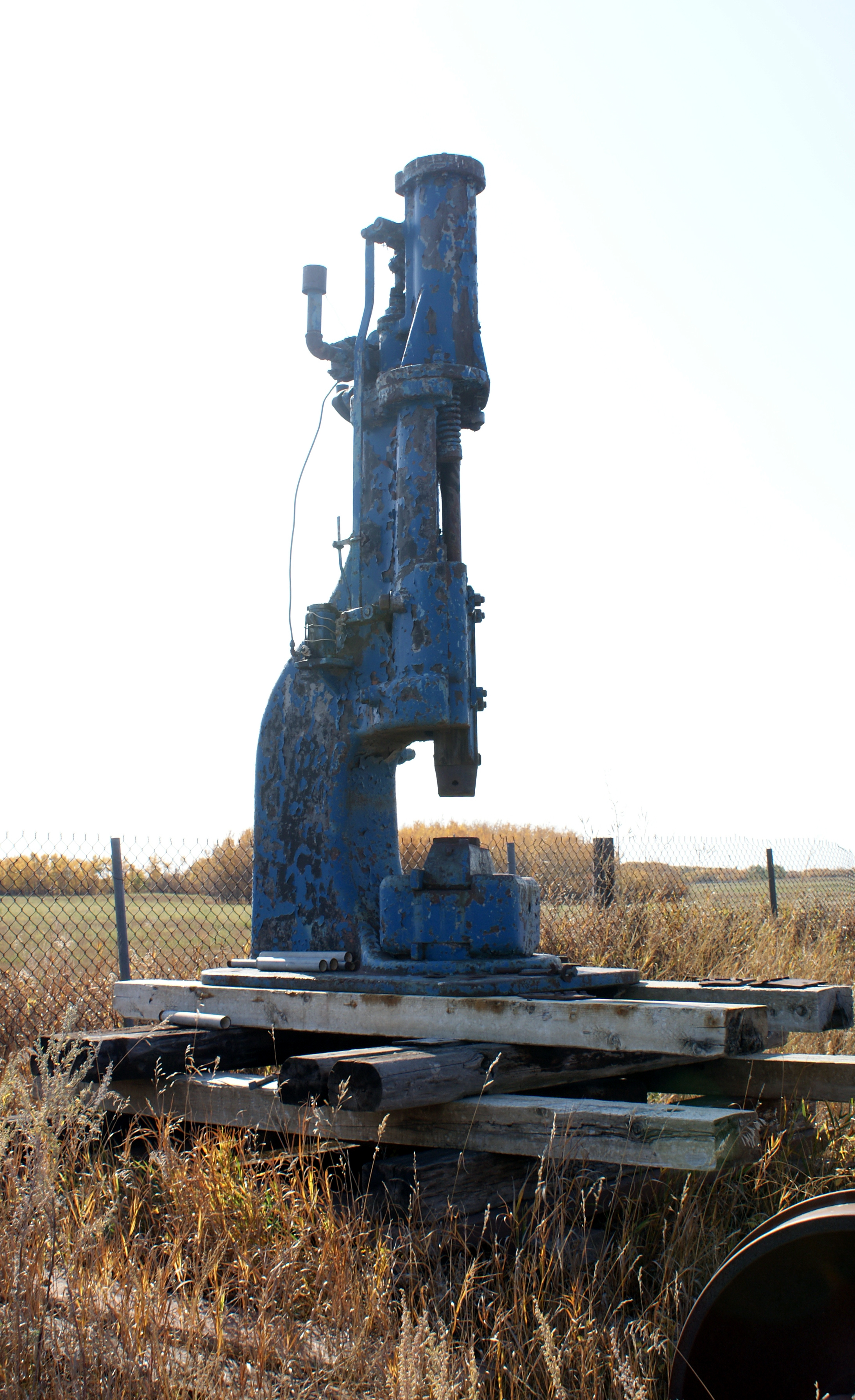
Vyřazený průmyslový buchar

Buchar je tvářecí stroj využívající kinetické energie pohyblivé části zvané beran k tváření materiálu rázem. Pevná pracovní část bucharu se nazývá šabota.
Buchar je hlavní součástí kovářské dílny hamru, kde se někdy též nazýval kobyla. Buchar byl v hamru nadzdvihován palci umístěnými na obvodu hřídele vodního kola. Tento mechanismus výrazně ulehčil a urychlil namáhavou kovářskou práci a oproti ručnímu kování umožnil zpracovat i větší kusy železa či oceli.